# Gomené
Gomené (tiếng Breton: Gouvene, Gallo: Gómenaé) là một xã của tỉnh Côtes-d’Armor, thuộc vùng Bretagne, tây bắc Pháp.

## Dân số
Người dân ở Gomené được gọi là Goménéens.